# Charles Dance
Walter Charles Dance (Redditch, 10 ottobre 1946) è un attore britannico, insignito dell'Ordine dell'Impero. Tra le sue interpretazioni più note figurano: Sardo Numspa ne Il bambino d'oro (1986), Jonathan Clemens in Alien³ (1992), Benedict in Last Action Hero - L'ultimo grande eroe (1993), Tywin Lannister nella serie televisiva Il Trono di Spade, Thomas in Underworld - Il risveglio (2012) e Underworld: Blood Wars (2016), e Alan Jonah in Godzilla II - King of the Monsters (2019).

## Biografia
Nasce a Redditch, nel Worcestershire, figlio di Eleanor Perks (1911-1984) una cuoca e Walter Dance (1874-1949) un ingegnere elettrico che aveva prestato servizio durante la guerra boera in Sud Africa. Suo padre morì quando Charles aveva circa 3 anni ed egli aveva sempre pensato che fosse stato sulla cinquantina quando questo accadde, ma in seguito scoprì che Walter aveva in realtà 75 anni, essendo nato nel 1874. Durante le riprese di un episodio della serie britannica Who Do You Think You Are? nel 2016, Dance scoprì di essere, attraverso la sua linea materna, parzialmente di discendenza belga.
Cresciuto a Plymouth, frequentò la Widey Technical School for Boys (che attualmente è conosciuta come la Widey High School) a Crownhill. Successivamente frequentò il Leicester College of Arts, dove studiò disegno grafico e fotografia. In seguito scelse di studiare meglio l'arte drammatica che lo aveva appassionato negli anni universitari. Divenne membro della Royal Shakespeare Company alla fine degli anni settanta e cominciò a recitare in maniera professionale nei più importanti teatri di Londra.
Dal matrimonio con Joanna Haythorn, con la quale è stato legato dal 1970 al 2004, ha avuto due figli, Oliver e Rebecca. Dalla relazione con la scultrice Eleanor Boorman ha avuto una terza figlia, Rose. Nominato ufficiale dell'Ordine dell'Impero Britannico dalla Regina Elisabetta II per i servigi resi all'arte drammatica, ha ricevuto per la sua lunghissima carriera premi come il Lifetime Achievement Award e il Time-Machine Honorary Award.Attualmente è fidanzato e convive con la producer e artista Alessandra Masi.

### Televisione
Nel 1974, debuttò sul piccolo schermo grazie a un'apparizione nella miniserie Father Brown. Rimase per oltre dieci anni lontano dalla televisione, dove ritornò solo dopo il 1984 nella serie The Jewel in the Crown. Apparve come protagonista o co-protagonista (soprattutto nel ruolo di villain) in telefilm come: Murder Rooms, Randall & Hopkirk, Rebecca, Il fantasma dell'Opera e soprattutto Bleak House che gli fece ottenere il Broadcasting Press Guild Award come miglior attore. Nei primi del 2000 apparve nella sitcom Foyle's War, nel dramma Trinity e nella serie Merlin. Dance è particolarmente noto per avere rivestito i panni di lord Tywin Lannister all'interno del serial fantasy Il Trono di Spade, basato sui romanzi delle Cronache del ghiaccio e del fuoco di George R. R. Martin. A partire dal 2019, fino al 2020, fa parte del cast di The Crown nel ruolo di Louis Mountbatten.

### Cinema
Uno dei suoi ruoli più importanti sul grande schermo è stato quello di Claus nel film di James Bond Solo per i tuoi occhi del 1981. Nel 1985, recitò in Plenty, una delle pellicole meno note di Meryl Streep e apparve nel film italiano Good Morning Babilonia del 1987 dei fratelli Taviani. Nel 1993 interpretò il ruolo del cattivo in Last Action Hero - L'ultimo grande eroe e fu premiato per la sua interpretazione in Kabloonak (1994) al Paris Film Festival. Recitò in Space Truckers e Michael Collins, entrambi del 1996. Nel 2001 fu uno degli interpreti di Gosford Park di Robert Altman e del film bellico Dark Blue World di Jan Svěrák. Nel 2003 ebbe un intenso ruolo in Swimming Pool, nel 2006 recitò in Scoop di Woody Allen, nel 2014 interpretò il Maestro Vampiro in Dracula Untold mentre nel 2016 ha recitato in Ghostbusters.

## Filmografia

### Attore

#### Cinema
- Solo per i tuoi occhi (For Your Eyes Only), regia di John Glen (1981)
- Plenty, regia di Fred Schepisi (1985)
- Il bambino d'oro (The Golden Child), regia di Michael Ritchie (1986)
- Good Morning Babilonia, regia di Paolo e Vittorio Taviani (1987)
- Città segreta (Hidden City), regia di Stephen Poliakoff (1987)
- Misfatto bianco (White Mischief), regia di Michael Radford (1987)
- L'isola di Pascali (Pascali's Island), regia di James Dearden (1988)
- Un grido nella notte (Evil Angels), regia di Fred Schepisi (1988) - cameo
- Alien³, regia di David Fincher (1992)
- La valle di pietra, regia di Maurizio Zaccaro (1993)
- Last Action Hero - L'ultimo grande eroe (Last Action Hero), regia di John McTiernan (1993)
- Century, regia di Stephen Poliakoff (1993)
- China Moon - Luna di sangue (China Moon), regia di John Bailey (1994)
- Desvío al paraíso, regia di Gerardo Herrero (1994)
- Kabloonak, regia di Claude Massot (1994)
- Incubo in corsia (Exquisite Tenderness), regia di Carl Schenkel (1995)
- Michael Collins, regia di Neil Jordan (1996)
- Space Truckers, regia di Stuart Gordon (1996)
- Potemkin: The Runner's Cut, regia di Declan O'Dwyer – cortometraggio (1996)
- Arancia rosso sangue (The Blood Oranges), regia di Philip Haas (1997)
- What Rats Won't Do, regia di Alastair Reid (1998)
- Hilary e Jackie (Hilary and Jackie), regia di Anand Tucker (1998)
- Non per sport... ma per amore (Don't Go Breaking My Heart), regia di Geoff Morrow (1999)
- Chrono-Perambulator, regia di Damien O'Donnell – cortometraggio (1999)
- Dark Blue World, regia di Jan Svěrák (2001)
- Gosford Park, regia di Robert Altman (2001)
- Jurij, regia di Stefano Gabrini (2001)
- Ali G (Ali G Indahouse), regia di Mark Mylod (2002)
- Black and White, regia di Craig Lahiff (2002)
- Swimming Pool, regia di François Ozon (2003)
- Labyrinth, regia di Lorne Thyssen (2003)
- City and Crimes, regia di Rod On Jr. (2003)
- Scoop, regia di Woody Allen (2006)
- Il quiz dell'amore (Starter for 10), regia di Tom Vaughan (2006)
- Désaccord parfait, regia di Antoine de Caunes (2006)
- The Contractor - Rischio supremo (The Contractor), regia di Josef Rusnak (2007)
- Intervention, regia di Mary McGuckian (2007)
- The Clerk's Tale, regia di James Franco – cortometraggio (2010)
- Paris Connections, regia di Harley Cokeliss (2010)
- The Commuter, regia di Edward e Rory McHenry – cortometraggio (2010)
- Ironclad, regia di Jonathan English (2011)
- There Be Dragons - Un santo nella tempesta (There Be Dragons), regia di Roland Joffé (2011)
- Sua Maestà (Your Highness), regia di David Gordon Green (2011)
- The Mapmaker, regia di Stephen Johnson – cortometraggio (2011)
- The Door, regia di Andrew Steggall – cortometraggio (2011)
- Underworld - Il risveglio (Underworld: Awakening), regia di Måns Mårlind e Björn Stein (2012)
- I figli della mezzanotte (Midnight's Children), regia di Deepa Mehta (2012)
- St George's Day, regia di Frank Harper (2012)
- Patrick, regia di Mark Hartley (2013)
- Vij (Вий, Viy), regia di Oleg Stepčenko (2014)
- The Imitation Game, regia di Morten Tyldum (2014)
- Dracula Untold, regia di Gary Shore (2014)
- Armada - Sfida ai confini del mare (Michiel de Ruyter), regia di Roel Reiné (2015)
- Woman in Gold, regia di Simon Curtis (2015)
- Child 44 - Il bambino n. 44 (Child 44), regia di Daniel Espinosa (2015)
- Victor - La storia segreta del dott. Frankenstein (Victor Frankenstein), regia di Paul McGuigan (2015)
- PPZ - Pride + Prejudice + Zombies (Pride and Prejudice and Zombies), regia di Burr Steers (2016)
- La spia russa (Despite the Falling Snow), regia di Shamim Sarif (2016)
- Io prima di te (Me Before You), regia di Thea Sharrock (2016)
- Ghostbusters, regia di Paul Feig (2016)
- Underworld: Blood Wars, regia di Anna Foerster (2016)
- That Good Night, regia di Eric Styles (2017)
- Euphoria, regia di Lisa Langseth (2017)
- Hero, regia di Freddie Fox – cortometraggio (2018)
- Love of Words, regia di Katharine Collins – cortometraggio (2018)
- Johnny English colpisce ancora (Johnny English Strikes Again), regia di David Kerr (2018)
- Happy New Year, Colin Burstead., regia di Ben Wheatley (2018)
- Godzilla II - King of the Monsters (Godzilla: King of the Monsters), regia di Michael Dougherty (2019)
- Iron Mask - La leggenda del dragone (Тайна печати дракона), regia di Oleg Stepchenko (2019)
- The Book of Vision, regia di Carlo S. Hintermann (2020)
- Mank, regia di David Fincher (2020)
- The King's Man - Le origini (The King's Man), regia di Matthew Vaughn (2021)
- Against the Ice, regia di Peter Flinth (2022)
- The Hanging Sun - Sole di mezzanotte (The Hanging Sun), regia di Francesco Carrozzini (2022)
- Omen - L'origine del presagio (The First Omen), regia di Arkasha Stevenson (2024)
- Voci di potere (Rumours), regia di Guy Maddin, Evan Johnson e Galen Johnson (2024)
- Samana Sunrise, regia di Rafa Cortés (2024)
- Frankenstein, regia di Guillermo del Toro (2025)

#### Televisione
- The Inheritors – serie TV, 1 episodio (1974)
- Father Brown – serie TV, 1 episodio (1974)
- Edward the Seventh – serie TV, 2 episodi (1975)
- Raffles, ladro gentiluomo (Raffles) – serie TV, 1 episodio (1977)
- Very Like a Whale, regia di Alan Bridges – film TV (1980)
- BBC2 Playhouse – serie TV, 1 episodio (1980)
- Play for Today – serie TV, 2 episodi (1980-1984)
- Nancy Astor – miniserie TV, 1 puntata (1982)
- Frost in May – miniserie TV, 1 puntata (1982)
- Play of the Month – serie TV, 1 episodio (1982)
- Mystery! – serie TV, 1 episodio (1982)
- I Professionals (The Professionals) – serie TV, 1 episodio (1983)
- The Last Day, regia di Richard Stroud – film TV (1983)
- The Jewel in the Crown – miniserie TV, 5 puntate (1984)
- The Secret Servant – serie TV, episodi 1x01-1x02-1x03 (1984)
- Prisoner – serie TV, 1 episodio (1984)
- The Lancaster Miller Affair – miniserie TV (1985)
- Theatre Night – serie TV, 1 episodio (1985)
- Time for Murder – serie TV, 1 episodio (1985)
- Screen Two – serie TV, 1 episodio (1986)
- Tra il buio e la luce (Out on a Limb), regia di Robert Butler – miniserie TV (1987)
- Il brivido dell'imprevisto (Tales from the Unexpected) – serie TV, 1 episodio (1987)
- Out of the Shadows, regia di Willi Patterson – film TV (1988)
- Gor, Uomo a metà (First Born) – miniserie TV, 3 puntate (1988)
- Licenza di scrivere (Goldeneye: The Secret Life of Ian Fleming), regia di Don Boyd – film TV (1989)
- Il ritorno di missione impossibile (Mission: Impossible) – serie TV, 1 episodio (1988)
- Il fantasma dell'Opera (The Phantom of the Opera), regia di Tony Richardson – miniserie TV, 2 puntate (1990)
- The Flying Doctors – serie TV, 1 episodio (1991)
- Preso in trappola (Undertow), regia di Eric Red – film TV (1996)
- Rebecca, regia di Jim O'Brien – miniserie TV (1997)
- In the Presence of Mine Enemies, regia di Joan Micklin Silver – film TV (1997)
- Murder Rooms. Gli oscuri inizi di Sherlock Holmes (The Dark Beginnings of Sherlock Holmes) – miniserie TV (2000)
- Justice in Wonderland, regia di Tim Leandro – film TV (2000)
- Randall & Hopkirk (Deceased) – serie TV, 1 episodio (2000)
- The Life and Adventures of Nicholas Nickleby, regia di Stephen Whittaker – film TV (2001)
- Foyle's War – serie TV, 1 episodio (2002)
- Trial & Retribution – serie TV, 2 episodi (2003)
- Henry VIII, regia di Pete Travis – film TV (2003)
- Looking for Victoria, regia di Louise Osmond – film TV (2003)
- Don Bosco – miniserie TV, 2 puntate (2004)
- Last Rights – miniserie TV, 3 puntate (2004)
- Fingersmith – miniserie TV (2005)
- To the Ends of the Earth – miniserie TV (2005)
- Bleak House – serie TV, 12 episodi (2005)
- Miss Marple (Agatha Christie's Marple) – serie TV, episodio 2x03 (2006)
- Fallen Angel, regia di David Drury – miniserie TV (2007)
- Consenting Adults, regia di Richard Curson Smith – film TV (2007)
- Merlin – serie TV, episodio 2x07 (2009)
- Trinity – serie TV, 8 episodi (2009)
- Going Postal – miniserie TV, 2 puntate (2010)
- Resonance – serie TV, 1 episodio (2010)
- Neverland - La vera storia di Peter Pan (Neverland), regia di Nick Willing – miniserie TV (2011)
- Rosamunde Pilcher: Quattro sfumature d'amore – film TV, regia di Giles Foster (2010)
- Il Trono di Spade (Game of Thrones) – serie TV, 27 episodi (2011-2015)
- Fathers Day, regia di Cilla Ware – film TV (2012)
- Strike Back – serie TV, 10 episodi (2012)
- Secret State, regia di Ed Fraiman – miniserie TV (2013)
- Common Ground – serie TV, 1 episodio (2013)
- The Great Fire, regia di Jon Jones – miniserie TV (2014)
- Deadline Gallipoli, regia di Michael Rymer – miniserie TV (2015)
- Childhood's End, regia di Nick Hurran – miniserie TV (2015)
- Dieci piccoli indiani (And Then There Were None), regia di Craig Viveiros – miniserie TV (2015)
- The Woman in White, regia di Carl Tibbetts – miniserie TV, 3 puntate (2018)
- Hang Ups – serie TV, 4 episodi (2018)
- La tamburina (The Little Drummer Girls), regia di Park Chan-wook – miniserie TV, 2 puntate (2018)
- The Widow – serie TV, 7 episodi (2019)
- The Crown – serie TV, 5 episodi (2019-2020)
- The Sandman – serie TV, episodio 1x01 (2022)
- The Serpent Queen – serie TV, episodi 1x01-1x02 (2022)
- This England – miniserie TV, puntata 1 (2022)
- Rabbit Hole – serie TV, 8 episodi (2023)
- The Day of the Jackal – serie TV, 6 episodi (2024)
- Renaissance: The Blood and the Beauty – serie TV, 3 episodi (2024)
- Washington Black, regia di Maurice Marable, Wanuri Kahiu e Rob Seidenglanz – miniserie TV, puntate 6-7 (2025)

### Doppiatore
- Dan Dare: Pilot of the Future – serie TV, 1 episodio (2002)
- When Hitler Invaded Britain, regia di Steven Clarke - documentario (2004) - narratore
- Titanic: Birth of a Legend, regia di William Lyons - documentario (2005) - narratore
- Dolls, regia di Susan Luciani – cortometraggio (2006) - narratore
- Justin e i cavalieri valorosi (Justin and the Knights of Valour), regia di Manuel Sicilia (2013)
- Bones of the Buddha, regia di Steven Clarke – documentario (2013) - narratore
- The Witcher 3: Wild Hunt – videogioco (2015)

### Regista e sceneggiatore
- Ladies in Lavender (2004)

## Teatro (parziale)
- Tre sorelle di Anton Čechov. Greenwich Theatre di Londra (1973)
- La casa di Bernarda Alba di Federico García Lorca. Greenwich Theatre di Londra (1973)
- Santa Giovanna di George Bernard Shaw. New Theatre di Oxford (1974)
- Amleto di William Shakespeare. The Other Place di Stratford-upon-Avon (1975)
- Enrico IV, parte I e parte II di William Shakespeare. Royal Shakespeare Theatre di Stratford-upon-Avon (1975)
- Perkin Warbeck di John Ford. The Other Place di Stratford-upon-Avon (1975)
- Riccardo III di William Shakespeare. The Other Place di Stratford-upon-Avon (1975)
- Enrico V di William Shakespeare. Brooklyn Academy of Music di New York (1976)
- Come vi piace di William Shakespeare. Royal Shakespeare Theatre di Stratford-upon-Avon (1977)
- Coriolano di William Shakespeare. Royal Shakespeare Theatre di Stratford-upon-Avon (1977)
- Enrico VI, parte II di William Shakespeare. Aldwych Theatre di Londra (1978)
- Irma la douce, libretto di Alexandre Breffort e musica di Marguerite Monnot. Shaftesbury Theatre di Londra (1979)
- L'ereditiera di Ruth e Augustus Goetz. Nottingham Playhouse di Nottingham (1980)
- Coriolano di William Shakespeare. Royal Shakespeare Theatre di Stratford-upon-Avon (1990)
- Lungo viaggio verso la notte di Eugene O'Neill. Lyric Theatre di Londra (2001)

## Doppiatori italiani
Nelle versioni in italiano delle opere in cui ha recitato, Charles Dance è stato doppiato da:
- Stefano De Sando in Preso in trappola, Hilary e Jackie, Scoop, The Imitation Game, Victor - La storia segreta del dott. Frankenstein, Childhood's End, Io prima di te, The Sandman, Omen - L'origine del presagio
- Gianni Giuliano in Alien³, Non per sport... ma per amore, Sua Maestà, La tamburina, Iron Mask - La leggenda del dragone, The Widow, This England, Washington Black
- Paolo Buglioni ne Il Trono di Spade, Patrick, Dieci piccoli indiani, The King's Man - Le origini, Against the Ice, The Hanging Sun - Sole di mezzanotte
- Saverio Moriones in The Secret Servant, Misfatto bianco, Kabloonak, Merlin, Dracula Untold
- Sergio Di Stefano in Plenty, Il fantasma dell'Opera, Space Truckers, Don Bosco
- Sandro Iovino in Tra il buio e la luce, Gosford Park, The Contractor - Rischio supremo
- Luca Biagini in Jurij, Swimming Pool, Mank
- Gino La Monica in L'isola di Pascali, Ali G
- Dario Penne in Last Action Hero - L'ultimo grande eroe, Johnny English colpisce ancora
- Francesco Vairano in Neverland - La vera storia di Peter Pan, Child 44 - Il bambino n. 44
- Luciano De Ambrosis in Underworld - Il risveglio, Underworld: Blood Wars
- Carlo Reali ne Il bambino d'oro
- Massimo Foschi in Good Morning Babilonia
- Claudio De Davide in Licenza di scrivere
- Francesco Carnelutti ne La valle di pietra
- Alessandro Rossi in China Moon - Luna di sangue
- Saverio Indrio in Dark Blue World
- Franco Zucca in Miss Marple
- Mauro Magliozzi ne Il quiz dell'amore
- Mario Scarabelli in Rosamunde Pilcher: Quattro sfumature d'amore
- Ennio Coltorti in Strike Back
- Luca Violini in Ironclad
- Angelo Maggi ne I figli della mezzanotte
- Roberto Draghetti in Armada - Sfida ai confini del mare
- Michele Kalamera in Woman in Gold
- Massimo Lopez in PPZ - Pride + Prejudice + Zombies
- Pietro Biondi in Ghostbusters
- Bruno Slaviero in The Crown
- Michele Gammino in Godzilla II - King of the Monsters
- Rodolfo Bianchi in The Book of Vision
- Teo Bellia in The Serpent Queen
- Pierluigi Astore in Rabbit Hole
- Ambrogio Colombo in The Day of the Jackal

Da doppiatore è sostituito da:
- Tullio Solenghi in Justin e i cavalieri valorosi